# Mladá cikánská žena s tamburinou (Huhn)
Mladá cikánská žena s tamburinou je olejomalba na plátně, jejímž autorem je litevský malíř Kārlis Teodors Hūns (1831–1877), známý také jako Karl Jacob Wilhelm Huhn. Obraz vznikl v létě roku 1870. Kārlis Teodors Hūns se zúčastnil výstavy na pařížském Salonu. Poté odcestoval do Normandie a odtud pokračoval do Belgie, kde tento obraz namaloval.